# GSh-23機炮
GSh-23機炮是前蘇聯為了取代NR-23機炮而開發的23毫米口徑空用機炮，該機炮採用雙炮管，該型機炮被分成基本型的GSh-23和略為加長的GSh-23L，該型機炮在中國也有生產，名稱是23-3型。

## 基本資料
- 槍長：1,387毫米（GSh-23）/1,537毫米（GSh-23L）
- 槍管長：1,000毫米
- 槍重：49.2公斤（GSh-23）/50公斤（GSh-23L）
- 口徑：23毫米
- 子彈：AM-23機炮炮彈（23x115毫米）
- 子彈初速：715米/秒
- 射速：3,400至3,600發/分鐘
- 作用方式：氣動式

## 使用機種

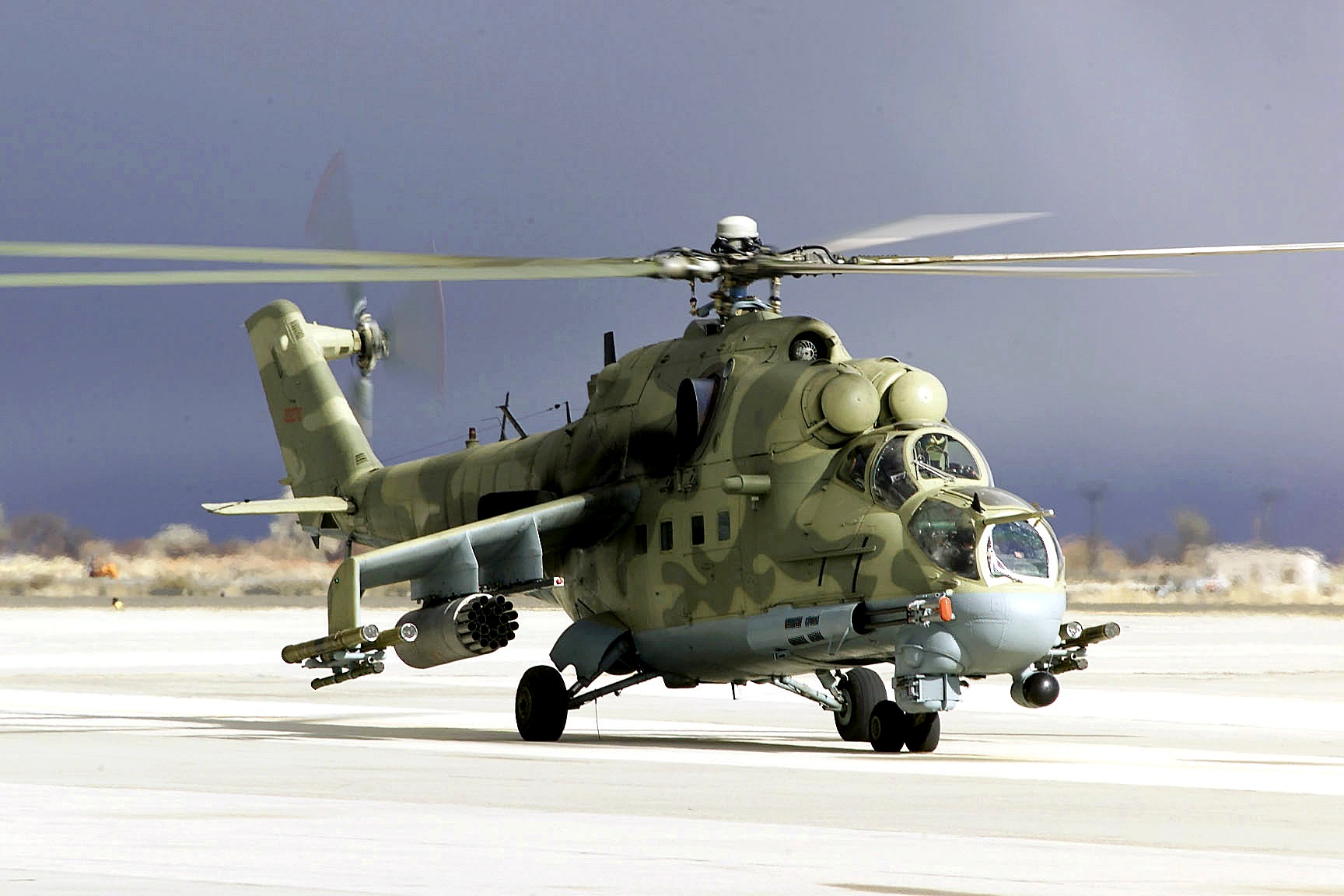
Mi-24P Hind-F攻擊直升機裝備裝備移動式GSh-23L機炮，也可改為裝固定式GSh-30-2機炮

### 固定式機炮
- 米格-21（M, SM, MF, SMT, bis）
- 米格-23
- JF17梟龍戰鬥機
- 殲-7C/D
- 殲-8
- 殲-10

### 移動式機炮

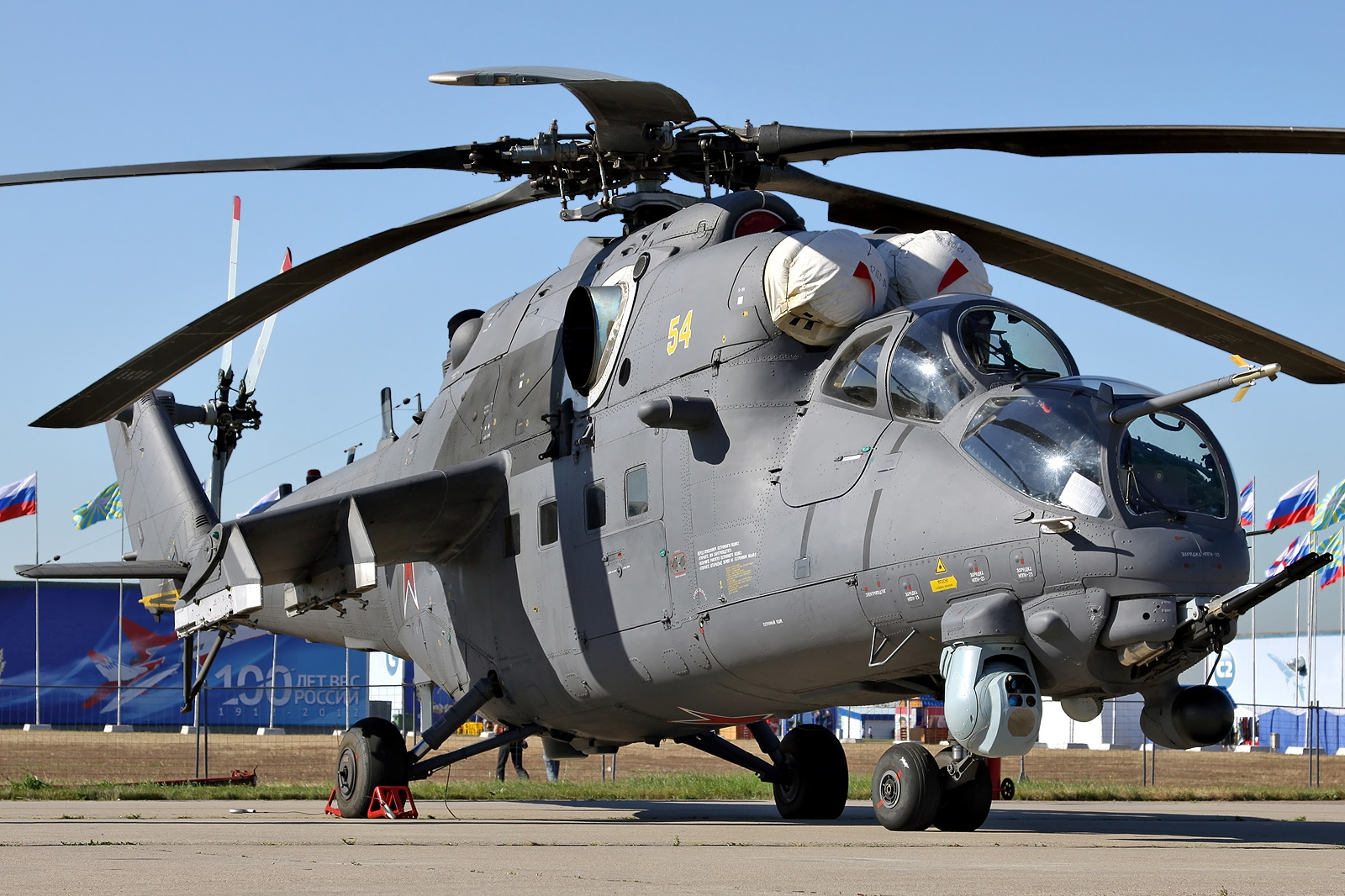
Mi-35M攻擊直升機裝備移動式GSh-23L機炮

- Tu-22M轟炸機
- Tu-95轟炸機（後期型）
- IL-76運輸機（軍用型）
- IL-102攻擊機（英语：Ilyushin Il-102）
- Mi-24P/PV攻擊直升機
- Mi-35M攻擊直升機

## 使用國家
- 巴西
- 保加利亚
- 中國
- 印度
- 伊拉克
- 巴基斯坦
- 羅馬尼亞
- 俄羅斯
- 塞爾維亞
- 苏联
- 越南